# الین تامپسون
الین تامپسون (انگلیسی: Elaine Thompson؛ زادهٔ ۲۸ ژوئن ۱۹۹۲) یک ورزشکار دو و میدانی اهل جامائیکا است. وی در مسابقات کشوری و بین‌المللی در مجموع برندهٔ ۳ مدال طلا، ۲ مدال نقره، ۱ مدال برنز شده‌است.
تامپسون-هرا اولین دونده زن در تاریخ و دومین دونده دونده در تاریخ است که پس از یوسین بولت موفق به کسب «دبل سرعت» در المپیک متوالی شد و در المپیک ۲۰۱۶ ریو و بار دیگر در المپیک ۲۰۲۰ توکیو طلای ۱۰۰ متر و ۲۰۰ متر را به دست آورد. او که شش بار مدال‌آور المپیک بود، در مسابقات جهانی دو و میدانی ۲۰۱۵ به شهرت رسید و در دوی ۲۰۰ متر نقره گرفت. در المپیک ریو، او اولین زن پس از فلورانس گریفیث-جوینر در سال ۱۹۸۸ بود که طلای ۱۰۰ متر و ۲۰۰ متر را در المپیک به دست آورد.
پس از المپیک ریو، تامپسون-هرا دچار آسیب دیدگی تاندون آشیل شد که بر عملکرد او در مسابقات جهانی دو و میدانی ۲۰۱۷ و مسابقات جهانی دو و میدانی ۲۰۱۹ تأثیر گذاشت. با این حال، او در المپیک توکیو به اوج دو و میدانی بازگشت و عنوان ۱۰۰ متر خود را در رکورد جدید المپیک ۱۰٫۶۱ ثانیه حفظ کرد و عنوان خود را در ۲۰۰ متر در بهترین رکورد جدید شخصی و ملی با ۲۱٫۵۳ ثانیه حفظ کرد. پس از کسب سومین مدال طلا در رله ۴ × ۱۰۰ متر، او سومین دونده پس از گریفیث-جوینر و بولت شد که توانست سه‌گانه دوی سرعت المپیک را تکمیل کند.
او در اولین مسابقه خود پس از المپیک توکیو، بهترین رکورد شخصی ۱۰۰ متر، جامائیکا و لیگ الماس با ۱۰٫۵۴ ثانیه را به نام خود ثبت کرد و اولین زنی شد که صد و۴۰ کیلومتر در ساعت را شکست، سپس زمان‌های ۱۰٫۶۴ ثانیه و ۱۰٫۶۵ ثانیه را دوید. او برای فصل خود به عنوان ورزشکار سال Laureus و بهترین ورزشکار زن جهان در مسابقات جهانی دو و میدانی انتخاب شد. یکی از مسلط‌ترین دونده‌های سرعت جهان، قهرمان دوی ۱۰۰ متر بازی‌های پان امریکن ۲۰۱۹ و سه بار برنده لیگ الماس است.